# 副作用
在醫學中，副作用（英語：side effect）是指藥品往往有多種作用，作用於不同身體部位受體，治療時利用其一種或一部分受體作用，其他作用或是受體產生作用即變成為副作用。雖然副作用一詞常被用來形容 不良反应 (医学)，但事實上副作用也可以指那些「有益處、意料之外」的效果。
有時候，一些藥物的副作用反而成為醫生處方那些藥物的目的；在這種情況下，那些藥物的副作用不再是副作用，反而是藥物的主作用了。
例如：X輻射線/X光一直被用做醫學影像用途，人們原本把它的輻射線對人體產生的效果當成是副作用。但自從人們發現X輻射線/X光能夠用來治療腫瘤後，輻射線被應用為放射線療法。在醫學影像領域中被當成副作用的輻射線效果，在癌症治療上反而成了消滅贅生物的正作用了。

## 副作用出現頻率的术语
通常以下列幾個術語來表示副作用出現的機率： 
- 非常常見（Very common）>=1/10
- 常見（ Common（frequent））>=1/100 & <1/10
- 不常見（Uncommon（infrequent））>=1/1000 & <1/100
- 罕見（Rare）>=1/10000 & <1/1000
- 非常罕見（Very rare）<1/10000

## 有治療作用的「副作用」

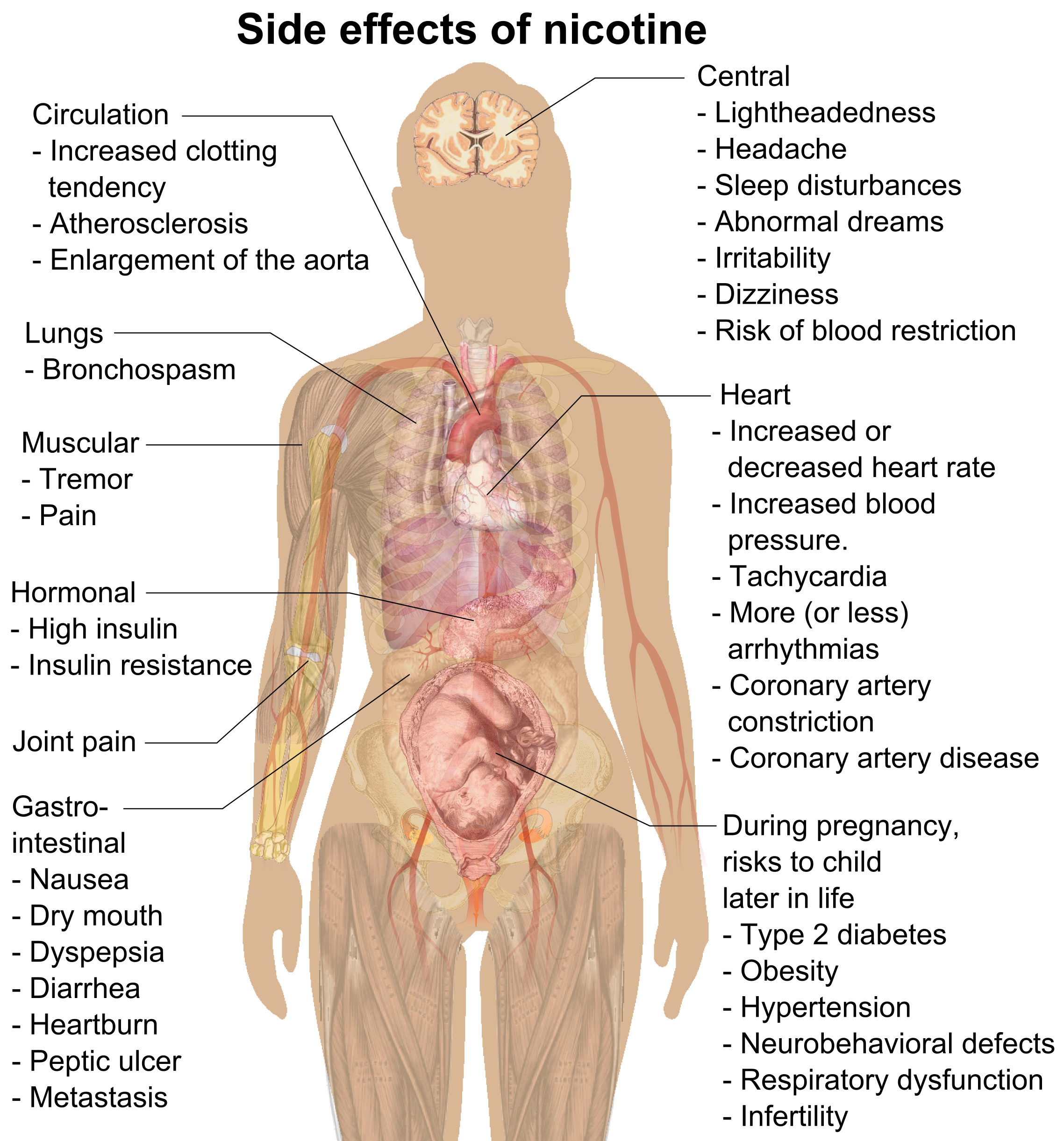
尼古丁可能的副作用

- 安维汀，原本用來減緩血管的生成，後來也被用來治療黃斑部病變、糖尿病视网膜病变和視網膜中央的靜脈阻塞（英语：central retinal vein occlusion）引起的黃斑水腫。[參⁠ 3]
- 丁丙諾啡，曾於1982年至1995年被試驗發現對治療嚴重、頑固性的憂鬱具有療效。[參⁠ 4][參⁠ 5]
- 安非他酮，一種抗憂鬱劑，但後來也被用來治療菸癮。[來源請求]
- 卡马西平，被核可於治療躁鬱症和癲癇發作。但其副作用對於治療下列症狀也很有效：注意力不足過動症 (ADHD)、思覺失調症、幻肢、阵发性剧痛症、神經性肌強直（英语：neuromyotonia）和 創傷後壓力症候群。[參⁠ 6]
- 地塞米松，一种人工合成的皮質類固醇[參⁠ 7][參⁠ 8]。
- Doxepin具有強效抗組織胺的特性被用來治療血管性血腫（英语：angiodema）和嚴重過敏。[參⁠ 9]
- 加巴喷丁，被批准用來治療癲癇綜合症和成人神經痛。其副作用也可以用來治療躁鬱症、必要的顫動（英语：essential tremor）、潮熱、預防偏頭痛、 神經痛綜合症、幻肢綜合症（phantom limb syndrome）、和 不寧腿症候群。[參⁠ 10]
- 羟嗪，一種抗組織胺，也被用作抗焦慮藥。[來源請求]
- 氨甲蝶呤，被批准用於治療绒毛膜癌；但實際上MTX也常配用來治療未破裂的（unruptured）異位妊娠[參⁠ 11]。
- 选择性5-羟色胺再摄取抑制剂類藥物舍曲林被批准為抗憂鬱劑。它的副作用是延後男性性愛時的射精，因此也被用來治療早發性射精[參⁠ 12]
- 西地那非原本研發的目的是治療肺高壓，後來被發現能產生勃起。
- Terazosin（英语：Terazosin）（一種 α1-腎上腺素抗拮劑）被批准用於治療「良性攝護腺肥大」（benign prostatic hyperplasia (enlarged prostate)）和高血壓。但同時也是數種以仿單外標示（英语：off-label use）的方式處方來治療良性diaphoresis和多汗症的藥物之一。[參⁠ 13][參⁠ 14]

## 範例：不被喜歡的副作用
- 紫錐花屬 – 已被報告超過20種不同類型的反應， 比如說：氣喘、流產、荨麻疹、紅腫（英语：swelling）、肌肉痛、腸胃炎。[參⁠ 15]
- 短舌匹菊 – 懷孕的婦女應該避免使用此草藥，因為它能誘發子宮收縮。在動物試驗中短舌匹菊被發現會導致流產。
- 菊科植物 – 包含短舌匹菊、紫錐花屬、蒲公英和甘菊（英语：chamomile）。副作用包括過敏性皮膚炎和花粉引起的過敏性鼻炎。

## 備註
1. ↑  The probability or chance of experiencing side effects are characterised as :
2. ↑   註:

## 外部連結
- 衛生福利部 （页面存档备份，存于）
- MedEffect Canada (Health Canada) （页面存档备份，存于）
- definitions.pdf （页面存档备份，存于）